# Carlos Véliz
Carlos Alberto Véliz Schmauck (Santiago, 7 de septiembre de 1986) es un entrenador de fútbol chileno, especializado en fútbol femenino. Actualmente se encuentra como entrenador de Comunal Cabrero.

## Trayectoria

### Colo-Colo
Llegó a Colo-Colo en 2016, para reemplazar a José Letelier y dirigir a todos los equipos de Colo-Colo femenino, además del equipo masculino de fútbol sala. Con el equipo adulto femenino de Colo-Colo consiguió los títulos de Clausura 2016, Apertura 2017, Clausura 2017 y la Copa de Campeones del 2016; con la sub-17 femenina el Apertura 2017 y Clausura 2017; y con la sub-15 femenina el Clausura 2017. En el ámbito internacional fue subcampeón de la Copa Libertadores Femenina del 2017. Con el equipo de fútbol de salón logró ascender de categoría de manera invicta.

### AD Oliveirense
A mediados del 2019, Véliz emigra para ser ayudante técnico de Manuel Crespo en el AD Oliveirense de la Tercera División de Portugal. La campaña del cuerpo técnico fue muy atribulada, ya que debido a serios problemas económicos del club contaban con un plantel de sólo 12 jugadores y no podían mantener al día muchos sueldos. Pese a ello, el cuerpo técnico consiguió un triunfo en 5 partidos dirigidos durante los 2 meses y medio que dirigieron el club.

### Universidad de Chile
A principios de 2020, se confirma como nuevo entrenador de las ramas adulta y sub-17 femeninas de la Universidad de Chile.

## Clubes
| Club                 | País     | Cargo                                                                                             | Año         |
| -------------------- | -------- | ------------------------------------------------------------------------------------------------- | ----------- |
| Colo-Colo            | Chile    | DT fútbol femenino adulta DT fútbol femenino sub-17 DT fútbol femenino sub-15 DT futsal masculino | 2016 - 2019 |
| AD Oliveirense       | Portugal | Ayudante de DT fútbol masculino Segundo entrenador fútbol masculino                               | 2019        |
| Universidad de Chile | Chile    | DT fútbol femenino adulta DT fútbol femenino sub-17                                               | 2020 - 2022 |
| Comunal Cabrero      | Chile    | DT Tercera División                                                                               | 2025 -      |

## Palmarés

### Adulta Femenino
| Título              | Club                 | País  | Año    |
| ------------------- | -------------------- | ----- | ------ |
| Copa de Campeonas   | Colo-Colo            | Chile | 2016   |
| Campeonato Nacional | Colo-Colo            | Chile | 2016-C |
| Campeonato Nacional | Colo-Colo            | Chile | 2017-A |
| Campeonato Nacional | Colo-Colo            | Chile | 2017-C |
| Campeonato Nacional | Universidad de Chile | Chile | 2021   |

### Sub-17 Femenino
| Título                     | Club      | País  | Año    |
| -------------------------- | --------- | ----- | ------ |
| Campeonato Nacional Sub-17 | Colo-Colo | Chile | 2017-A |
| Campeonato Nacional Sub-17 | Colo-Colo | Chile | 2017-C |

### Sub-15 Femenino
| Título                     | Club      | País  | Año    |
| -------------------------- | --------- | ----- | ------ |
| Campeonato Nacional Sub-15 | Colo-Colo | Chile | 2017-C |